# Луис Федерико Лелоир
Луис Федерико Лелоир  (шп. Luis Federico Leloir Aguirre), Париз, 6. септембар 1906 —  Буенос Ајрес, 2. децембар 1987,  био је аргентински лекар и биохемичар, добитник Нобелове награде за хемију 1970. године, за откриће  метаболичких путева помоћу којих се синтетишу угљени хидрати, и претварају у енергију, у телу.

## Биографија
Луис Федерико Лелоир је рођен 6. септембра 1906. године у Паризу, као син Федерика Аугуста Руфина Лелоира Бернала и Хортензије Агире де Лелоир, где су његови родитељи допутовали из Буенос Ајреса, ради лечења његовог оца. Након смрти оца, враћају се у  Аргентину 1908. године, где је Луис Федерико живео заједно са својих осморо браће и сестара на великом породичном имању. После основне школе Сан Мартин, наставља школовање у средњој школи Лакордер у Калију, Колумбија. Након одустајања од студија архитектуре, које је започео у Паризу, враћа се у Аргентину, где се уписао на Универзитет у Буенос Ајресу (шп. Universidad de Buenos Aires), на одсеку за медицину и дипломирао 1932. године. Свој лекарски стаж започиње у болници Рамос Мехија у Буенос Ајресу, али убрзо се посвећује лабораторијском раду и испитивањима, када 1933. године упознаје професора  Бернарда Алберта Хусеја (шп. Bernardo Alberto Houssay). Лелоир је касније тврдио да је на његову целу истраживачку каријеру он имао велики утицај зато што му је у истраживањима за докторску тезу, усмерио пажњу на рад надбубрежне жлезде и метаболизам угљених хидрата. Професор Бернардо Хусеј је касније, 1947. године, постао и кодобитник Нобелове награде за физиологију и медицину, за откриће улоге хормона хипофизе у регулисању нивоа глукозе.  После само две године (1935.) Лелоир је добио признање медицинског одељења Универзитета у Буенос Ајресу за најбољу докторску тезу. Осећајући да му недостаје знања из области као што су физика, математика, хемија и биологија, 1936. године уписао се на Универзитет у Кембриџу (енгл. University of Cambridge) да започне напредне студије, под надзором другог добитника Нобелове награде, сер Фредерик Гауланд Хопкинса (енгл. Frederick Gowland Hopkins) који је 1929. године стекао то признање за свој рад у физиологији и откривању критичне улоге витамина. Лелоирово истраживање у биохемијској лабораторији у Кембриџу било је усредсређено на ензиме, као и почетак истраживање и специјализације за метаболизам угљених хидрата.

## Каријера
Лелоир се вратио из Кембриџа у Аргентину 1937. године, на Универзитет  у Буенос Ајресу. Међутим, због потписивања јавне петиције против нацистичког режима у Немачкој и војне владе, 1943. године, избачен је са Универзитета у Буенос Ајресу. Лелоир тада емигрира у Сједињене Америчке Државе, где је преузео позицију ванредног професора одсекa за фармакологију на Универзитету Вашингтон у Сент Луису, где сарађује са Карлом Коријем и Герти Кори, а затим ради и као асистент истраживач на Универзитету Колумбија. Лелоир је окончао изгнанство и вратио се у Аргентину 1945. године да би радио код професора Хусеја у Биохемијском истраживачком институту фондације Кампомар (шп. Instituto de Investigaciones Bioquímicas de la Fundación Campomar), којим ће Лелоир управљати од његовог оснивања 1947. године. Његови успешни експерименти довели су до открића хемијског порекла синтезе шећера у квасцу, као и оксидације масних киселина у јетри. Тим који је формирао до 1947. године, открио је како неправилан рад бубрега и ангиотензин доприносе хипертензији. Лелоир и његов тим је затим открио да код галактоземије пацијентима недостаје неопходан ензим галактоза-1-фосфат уридилилтрансфераза за претварање неупотребљиве галактозе у употребљиву глукозу. Тако су разјаснили примарне механизме метаболизма галактозе  и утврдили узрок галактоземије, чија је последица нетолеранција на лактозу. Такође су почетком 1948. године, идентификовали нуклеотиде шећера, који су били фундаментални за метаболизам угљених хидрата. У својим каснијим годинама Лелоир је наставио да проучава гликоген и друге аспекте метаболизма угљених хидрата. Како се његов рад у лабораторији ближио крају, Лелоир је наставио своју професору на одсеку за природне науке на Универзитету у Буенос Ајресу, правећи паузу само да би завршио студије на Кембриџу и у Лабораторији за истраживање ензима у САД. Он је постао и један од оснивача Треће светске академије наука 1983. године, касније преименоване у Светска академија наука (енгл. The World Academy of Sciences for the advancement of science in developing countries, TWAS).

## Почасти и награде
Лелоир је изабран за међународног члана Националне академије наука САД (енгл. The U.S. National Academy of Sciences, NAS), 1960. године. Изабран је и за члана Америчке академије уметности и наука (енгл. The American Academy of Arts and Sciences, AAA&S), 1961. године. Добитник је награде Универзитета Колумбија за биологију или биохемију, 1967. године. Лелоир је добио Нобелову награду за хемију, за његово откриће нуклеотида шећера и њихове улоге у биосинтези угљених хидрата, 2. децембра 1970. године.  Изабран за страног члана Краљевског друштва (енгл. The Royal Society of London for Improving Natural Knowledge), 1972. године. Одликован је 1982. године Легијом части.